# Красный край

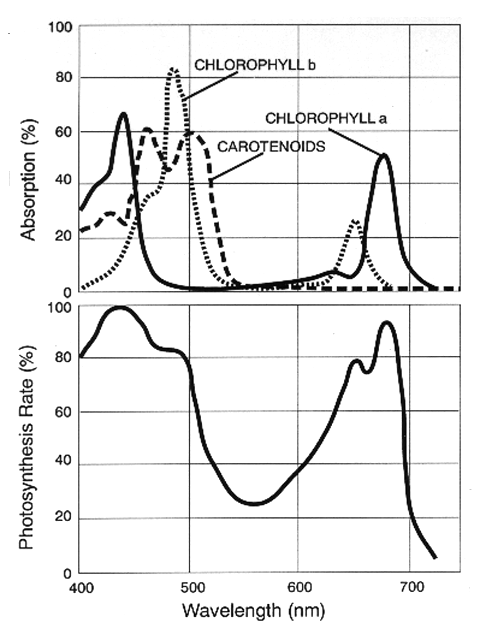
Красный край на спектре действия фотосинтеза.

Красный край, или красный барьер фотосинтеза — резкое усиление отражения зелёной растительности в ближнем инфракрасном излучении. Хлорофилл поглощает большую часть света в видимой области, однако, после 680 нм наблюдается резкое падение поглощения. Это происходит из-за резкого усиления отражения в ближней инфракрасной области. При этом вклад отражения (альбедо) возрастает с 5 % до 50 % в диапазоне от 680 до 730 нм.
Такое высокое отражение в ближней инфракрасной области объясняется строением самого листа, в котором есть множество воздухоносных полостей, вносящих свой вклад в отражение. Эффект сильно увеличивается с ростом толщины листа. Также он зависит от содержания в нём воды, хлорофилла, СО2 и физиологического статуса растения. Красный край есть почти у всех фотосинтезирующих организмов, включая водных, но может смещаться по горизонтальной оси (изменение положения пика, плато и спада отражения). Наиболее слабо он выражен у лишайников и бактерий. У пурпурных бактерий красный край отсутствует, они могут использовать для фотосинтеза свет в диапазоне 700—730 нм.
До сих пор не найдено правдоподобного объяснения существования красного края. Изначально предполагалось, что избыточно поглощение световых волн длиной больше 700 нм может приводить к перегреву организмов, но вскоре эта гипотеза была опровергнута, так как не подтвердилась расчётами. Есть версия, что организмы просто отсекают ненужную радиацию, поскольку у поверхности земли больше всего фотонов с длиной волны 685 нм, и, следовательно, их выгоднее всего использовать для фотосинтеза. Тем не менее, использование света из области красного края всё-таки возможно. У бактерий есть светособирающие комплексы, с пиком поглощения больше, чем основной пигмент их фотосистемы. Шпинат и подсолнечник каким-то образом способны собирать свет в области 720—730 нм и передавать его на более коротковолновый пигмент реакционного центра.
Благодаря феномену красного барьера наземные растения выглядят очень яркими при съёмке в ближнем инфракрасном диапазоне, что используется для подсчёта так называемого нормированного индекса различия растительного покрова (NDVI). Это используется во многих технологиях дистанционного зондирования, в частности для поиска фотосинтезирующих организмов на других планетах.

## Внешние ссылки
- Жизнь вне Земли найдут по цвету